# Домпјер сир Шаларон
Домпјер сир Шаларон (фр. Dompierre-sur-Chalaronne) је насељено место у Француској у региону Рона-Алпи, у департману Ен (Рона-Алпи).
По подацима из 2011. године у општини је живело 391 становника, а густина насељености је износила 81,8 становника/km².

## Демографија
| 1962. | 1968. | 1975. | 1982. | 1990. | 2011. |
| ----- | ----- | ----- | ----- | ----- | ----- |
| 156   | 156   | 154   | 183   | 268   | 391   |